# Dinko Dermendzsiev
Dinko Cvetkov Dermendzsiev (bolgárul: Динко Цветков Дерменджиев, Plovdiv, 1941. június 2. – Plovdiv, 2019. május 1.) bolgár válogatott labdarúgó, edző.
A bolgár válogatott tagjaként részt vett az 1962-es, az 1966-os és az 1970-es világbajnokságon.

## Sikerei, díjai

### Játékosként
Botev Plovdiv
- Bolgár bajnok (1): 1966–67
- Bolgár kupa (1): 1961–62

### Edzőként
Botev Plovdiv
- Bolgár kupa (1): 1980–81